# Attentato all'incrocio di Karkur
L'attentato all'incrocio di Karkur fu un attacco suicida avvenuto il 21 ottobre 2002 allo svincolo di Karkur nel Wadi 'Ara, in Israele. L'attacco, rivendicato dalla Jihad islamica palestinese, uccise 14 passeggeri di un bus e ne ferì 50.

## L'attentato
L'autobus pendolare Egged 841 era in viaggio sulla strada 65 da Kiryat Shmona a Tel Aviv quando si fermò allo svincolo di Karkur, a circa 8 chilometri da Hadera nell'ora di punta del pomeriggio. Un passeggero salì e parlò con l'autista Chaim Avraham, ma prima che potesse rispondere, una jeep caricata con circa 100 chilogrammi di TNT speronò il retro dell'autobus, provocando un'esplosione. Scoppiò un incendio, provocando una catena di esplosioni dalle munizioni trasportate dai soldati che stavano viaggiando sull'autobus. L'esplosione accese il serbatoio del carburante, lasciando l'autobus completamente sventrato. L'incendio inizialmente impedì alla polizia e a i soccorritori di avvicinarsi all'autobus, ridotto ad uno scheletro annerito.
7 soldati israeliani e 7 civili furono uccisi nell'attacco e circa 50 passeggeri rimasero feriti.

### Vittime

#### Soldati
- Cpl. Sharon Tubol, 19 anni, di Arad;
- St.-Sgt. Aiman Sharuf, 20 anni, di Isfiya;
- St.-Sgt. Nir Nahum, 20 anni, di Carmiel;
- Sergente maggiore Eliezer Moskovitch, 40 anni, di Petah Tikva;
- Cpl. Ilona Hanukayev, 20 anni, di Hadera;
- St.-Sgt. Liat Ben-Ami, 20 anni, di Haifa;
- Sgt. Esther Pesachov, 19 anni, di Givat Olga.

#### Civili
- Ofra Burger, 56 anni, di Hod Hasharon;
- Iris Lavi, 68 anni, di Netanya;
- Suad Jaber, 23 anni, di Taibe;
- Indelou Ashati, 54 anni, di Hadera;
- Anat Shimshon, 33 anni, di Ra'anana;
- Osnat Abramov, 16 anni, di Holon;
- Sergei Shavchuk, 35 anni, di Afula.